# Reta

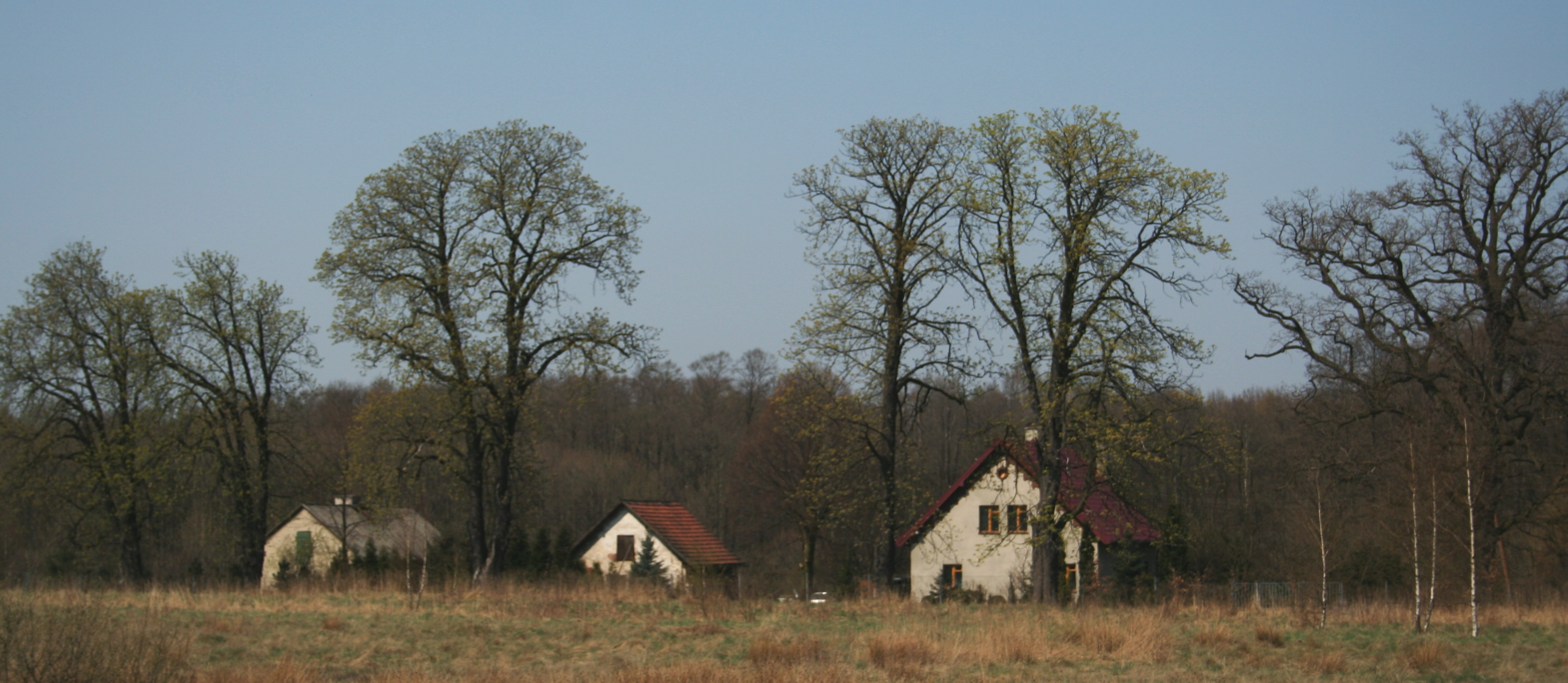
Zabudowania dawnego folwarku na Recie

Reta (niem. Retta, również: Reta Mikołowska) – nieformalna dzielnica Mikołowa. Położona na północ od centrum miasta, graniczy od północy z południową częścią sołectwa Śmiłowice - Retą Śmiłowicką. Leży po północnej stronie drogi krajowej nr  Katowice – Wisła. Komunikację miejską zapewnia ZTM: linia (653) do Katowic (zawieszona), (41) do Gliwic, (982) do Rudy Śląskiej, (M18, 33 - linia zawieszona) do Gliwic oraz Tychów, (82) do Tychów oraz Rudy Śląskiej, (245) okrężnie po Mikołowie oraz linia mikrobusowa (J) Jamna – Śmiłowice. Niedaleko przebiega  Szlak Bohaterów Wieży Spadochronowej.
W 2015 i 2017 odbyły się konsultacje społeczne na temat powołania jednostki pomocniczej Mikołowa - dzielnicy Reta-Goj. Pomimo zdecydowanego poparcia mieszkańców dla tego projektu, jednostki takiej nie powołano.
W latach 2016–2019 Stowarzyszenie Reta organizowało corocznie Dzień Rety.
Na terenie dzielnicy znajdują się dwa najwyższe bloki w mieście, które są widoczne z większości obszaru miasta, historycznie będące częścią dawnego folwarku mieszczańskiego, Kotulowca. Z uwagi na wysokość budynków, rejon bloków nazywany jest potocznie Manhattanem.

## Kościoły
Na terenie Rety znajduje się jeden kościół rzymskokatolicki pw. św Antoniego Padewskiego poświęcony 10 grudnia 2009 roku.